# Championnats de France d'athlétisme 1984
Navigation
Championnats 1983 Championnats 1985
Les Championnats de France d'athlétisme 1984 ont eu lieu du 29 juin au 1er juillet 1984 au Stadium Nord de Villeneuve-d'Ascq. Les concours du décathlon et de l'heptathlon se déroulent séparément, les 23 et 24 juin 1984 à Lons-le-Saunier.

## Palmarès
| Discipline        | Hommes                  | Hommes         | Femmes              | Femmes        |
| ----------------- | ----------------------- | -------------- | ------------------- | ------------- |
| 100 m             | Bruno Marie-Rose        | 10 s 29        | Marie-France Loval  | 11 s 25       |
| 200 m             | Jean-Jacques Boussemart | 20 s 46        | Liliane Gaschet     | 22 s 95       |
| 400 m             | Yann Quentrec           | 46 s 25        | Raymonde Naigre     | 52 s 61       |
| 800 m             | Philippe Dupont         | 1 min 49 s 02  | Florence Giolitti   | 2 min 03 s 98 |
| 1 500 m           | Pascal Thiébaut         | 3 min 39 s 05  | Annette Sergent     | 4 min 11 s 27 |
| 3 000 m           | -                       | -              | Annette Sergent     | 9 min 02 s 05 |
| 5 000 m           | Francis Gonzalez        | 13 min 51 s 05 | -                   | -             |
| 10 000 m          | Philippe Legrand        | 28 min 45 s 98 | -                   | -             |
| 100 m haies       | -                       | -              | Laurence Elloy      | 12 s 72       |
| 110 m haies       | Stéphane Caristan       | 13 s 63        | -                   | -             |
| 400 m haies       | Gérard Brunel           | 50 s 11        | Dominique Le Disses | 57 s 65       |
| 3 000 m steeple   | Joseph Mahmoud          | 8 min 23 s 66  | -                   | -             |
| Saut en longueur  | Claude Morinière        | 7,78 m         | Géraldine Bonnin    | 6,38 m        |
| Triple saut       | Alain René-Corail       | 16,52 m        | -                   | -             |
| Saut en hauteur   | Franck Verzy            | 2,26 m         | Maryse Ewanje-Epée  | 1,90 m        |
| Saut à la perche  | Pierre Quinon           | 5,70 m         | -                   | -             |
| Lancer du poids   | Luc Viudès              | 17,70 m        | Léone Bertimon      | 16,87 m       |
| Lancer du disque  | René-Jean Coquin        | 59,42 m        | Catherine Beauvais  | 55,76 m       |
| Lancer du marteau | Walter Ciofani          | 75,16 m        | -                   | -             |
| Lancer du javelot | Jean-Paul Lakafia       | 85,08 m        | Nadine Schoellkopf  | 56,30 m       |
| Décathlon         | Frédéric Sacco          | 7 751 pts      | -                   | -             |
| Heptathlon        | -                       | -              | Chantal Beaugeant   | 6 089 pts     |